# Betsy Saina
Betsy Saina (ur. 30 czerwca 1988) – kenijska lekkoatletka specjalizująca się w biegach długich. 
W 2012 zdobyła brąz na 10 000 metrów podczas mistrzostw Afryki w Porto-Novo. W 2016 zajęła 5. miejsce na igrzyskach olimpijskich w Rio de Janeiro.
Stawała na najwyższym stopniu podium mistrzostw NCAA (także w przełajach).

## Osiągnięcia
| Rok  | Impreza                   | Miejsce        | Konkurencja           | Pozycja    | Wynik    |
| ---- | ------------------------- | -------------- | --------------------- | ---------- | -------- |
| 2012 | Mistrzostwa Afryki        | Porto-Novo     | bieg na 10 000 metrów | 3. miejsce | 32:48,36 |
| 2015 | Mistrzostwa świata        | Pekin          | bieg na 10 000 metrów | 8. miejsce | 31:51,35 |
| 2016 | Halowe mistrzostwa świata | Portland       | bieg na 3000 metrów   | 7. miejsce | 9:01,86  |
| 2016 | Igrzyska olimpijskie      | Rio de Janeiro | bieg na 10 000 metrów | 5. miejsce | 30:07,78 |

## Rekordy życiowe
- bieg na 5000 metrów (stadion) – 14:39,49 (2014)
- bieg na 5000 metrów (hala) – 14:57,18 (2016)
- bieg na 10 000 metrów – 30:07,78 (2016)
- bieg na 10 kilometrów – 30:46 (2014)